# Benzhuïsme
Benzhuïsme (Chinees: 本主崇拜, Benzhuchongbai) is de volksreligie van de Chinese minderheid Bai in de Volksrepubliek China. De religie is polytheïstisch en is sterk beïnvloed door de van oorsprong Han-religie daoïsme. De religie omvat het aanbidden van vele goden die zowel in de hemel als in de natuur kunnen zijn. Ook voorouderverering is net als in andere vele Chinese religieuze tradities belangrijk. Deze bovennatuurlijke krachten worden benzhu genoemd door de Bai. Andere benamingen in het Bai zijn wuzeng (武增) en lokale benamingen die per streek kunnen verschillen zijn: wuzengni (武增尼), zengni (增尼) en dongbo (东波). Mannelijke bovennatuurlijke krachten worden laogu (老谷) genoemd en vrouwelijke laotai (老太). Hoewel het een polytheïstische religie is, zijn er Bai dorpen die maar één benzhu aanbidden.
In het pantheon van de Bai zijn ook goden, heiligen en boeddha's uit het daoïsme en boeddhisme toegevoegd door culturele vermenging met buurvolkeren in het woongebied van de Bai. Belangrijke benzhucategorieën zijn: natuurlijke benzhu, heroïsche benzhu, benzhu die bestaan uit vergoddelijkte mensen, benzhu van adellijke afkomst, benzhu van niet-Baise afkomst en voorouderlijke benzhu.
De religie wordt vooral gepraktiseerd in de autonome prefectuur Dali, waar veel Bai wonen. De tempel is een plek waar gelovigen samenkomen om de religie te belijden door middel van offerandes en het lezen van heilige geschriften.
De dorpen waar Bai wonen houden om de zoveel tijd processies, waarbij vrijwel de gehele dorpsbevolking aan meedoet. Godenbeelden worden op draagaltaren of op de rug door het dorp en de akkers gedragen. Ook worden altaarstukken, zoals kandelaren en wierookpotten; en offermateriaal, zoals bloemen en rijst meegenomen in de processie.

## Vijf grondbeginselen

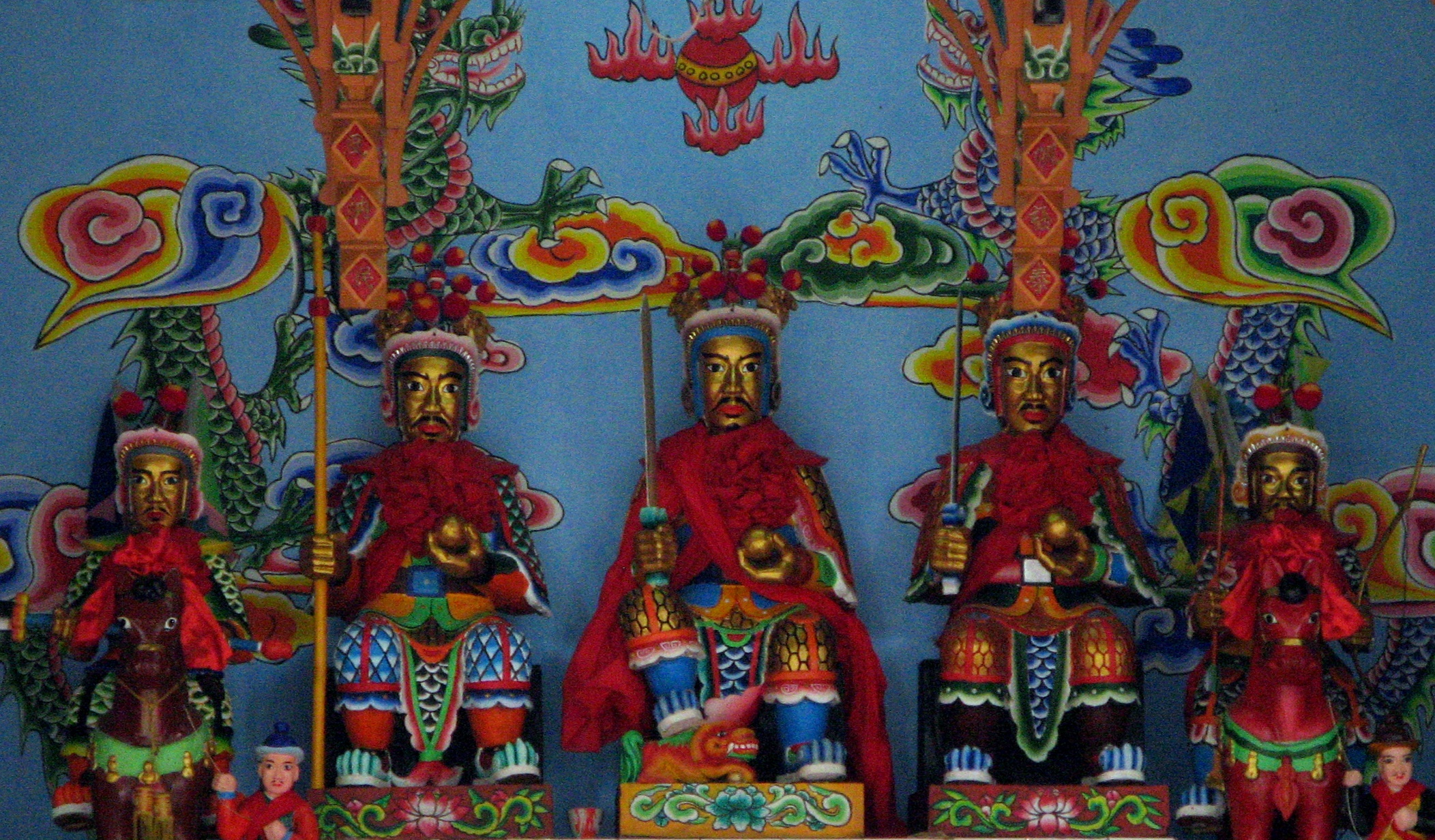
De Fu Lu Shou (Drie Sterrengoden) in een Benzhu-tempel op Jinsuo-eiland, in Dali (Yunnan)

De religie heeft vijf grondbeginselen die gelovigen moeten volgen:
1. Elke Bai hoort deze religie te belijden.
2. Elke benzhu heeft een eigen tempel, dan wel een eigen altaar.
3. Elke tempel wordt beheerd door één persoon of organisatie. Zij leiden de gelovigen bij publieke offeringen.
4. Naast dagelijkse offers die in de tempels plaatsvinden, worden er twee keer in het jaar miaohui georganiseerd. De eerste is tijdens Chinees nieuwjaar en de andere is op de verjaardag of sterfdag van een benzhu.
5. Het offeren wordt volgens conform de regels van de heilige geschriften van Benzhu (本主经) gedaan. De riten zijn hiervan belang. Daarnaast zijn regels en moralen belangrijk. Bij de offers wordt gebeden voor de voorspoed van het land, de kinderlijke piëteit tegenover de ouders en oudere familieleden, respect voor de ouderen en de kleine kinderen, kracht om hard te werken en het verlossen van al het kwaad.